# 今井橋

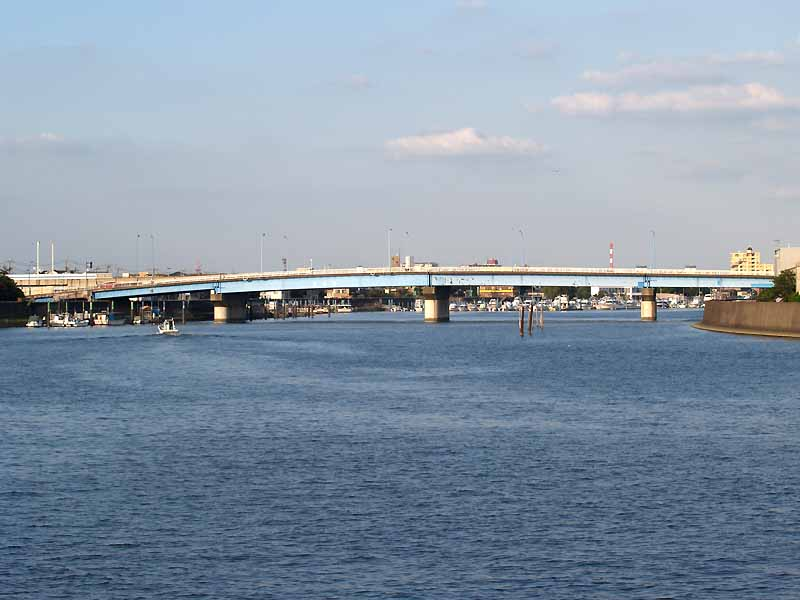
江戸川5丁目付近から遠望した今井橋

今井橋（いまいばし）は、東京都江戸川区と千葉県市川市を結ぶ旧江戸川に架かる東京都道・千葉県道50号東京市川線の橋である。

## 現在までの流れ
現在の橋は1979年に完成。

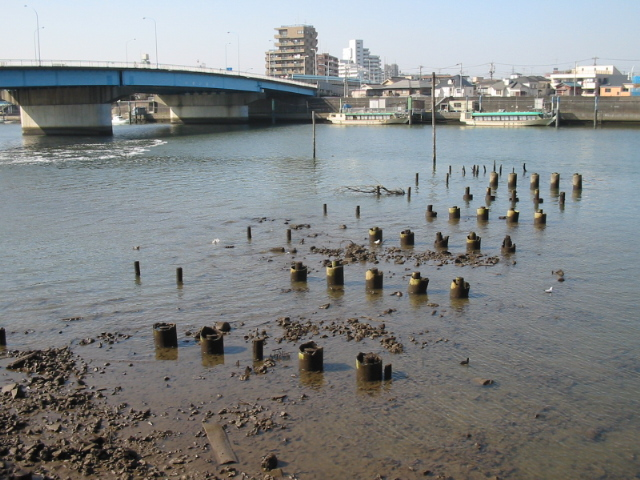
旧今井橋の橋脚跡

それまでは現在の橋の50メートルほど上流側に1951年（昭和26年）完成の片側一車線のコンクリート製の橋があった。しかし、交通量の増加により老朽化が進み、付近に慢性的な交通渋滞が起こること、さらに橋脚の間隔が狭く、川を航行する船が衝突して修繕工事のために片側車線が閉鎖されることがたびたびあったため、架け替えが行われた。旧橋は歩道用として残す案もあったが、航行する船の問題もあり撤去された。今でも一部残された橋脚の跡が干潮時に干上がった砂地に見られる。
現在でも旧橋の名残として、行徳街道分岐終端の市川市相之川1丁目の交番に「今井橋交番」と名前が残っていたり、江戸川区側の篠崎街道に交差点の痕跡が残っている。また1968年ごろまでは、現在の今井橋の西詰付近に東京都営トロリーバスの折り返し場があった。
1951年以前には同じ場所に大正元年完成の木造の橋（下江戸川橋）があったが、増水時橋が流される危険があったことや老朽化もあり、今井橋がかけられた。さらに、大正元年以前にはここに「今井の渡し」と呼ばれる渡し舟があった。
なお今では、高架橋（連続陸橋）で篠崎街道と今井街道を立体交差で通過し、新中川に架かる新今井橋に結ばれている。
現在は京成バス瑞75系統が南行徳駅および新浦安駅へ乗り入れているが、旧今井橋の時代には本八幡駅からバスが出ていた。